# Inkontynencja z przepełnienia
Inkontynencja z przepełnienia (ang. overflow incontinence), nietrzymanie moczu z przepełnienia — inkontynencja związana z zablokowaniem dróg ujścia uryny.
Najczęściej dotknięci są nią mężczyźni ze względu na przerost gruczołu krokowego, przez który przebiega zwężona (w związku z przerostem) cewka moczowa.
W tym przypadku dochodzi do stałego wydzielania niewielkich ilości uryny, dlatego często mówi się wówczas o inkontynencji kropelkowej. Jednakże, to kropelkowe wydalanie moczu może być mylące, gdyż główną cechą charakterystyczną jest fakt, że w pęcherzu zawsze pozostaje uryna i pęcherz nigdy nie zostaje całkowicie opróżniony, przez co często dochodzi do stanów zapalnych. W tym wypadku ilość magazynowanej uryny może dochodzić do wartości powyżej 1000 ml, objawiając się ostrymi bólami. W takiej sytuacji cewnikuje się chorego, w celu umożliwienia całkowitego opróżnienia pęcherza i stosuje leczenie operacyjne.
Dotknięte tym rodzajem inkontynencji mogą być również kobiety, u których przyczyną mogą być różnego rodzaju guzy.

Przeczytaj ostrzeżenie dotyczące informacji medycznych i pokrewnych zamieszczonych w Wikipedii.